# Paragem de Abraveses
A Paragem de Abraveses, originalmente denominada de Abravezes, foi uma gare da Linha do Linha do Vouga, que servia a localidade de Abraveses, junto à cidade de Viseu, em Portugal.

## História
Esta paragem encontrava-se no troço entre Bodiosa e Viseu, que entrou ao serviço em 5 de Setembro de 1913, tendo sido construído pela Compagnie Française pour la Construction et Exploitation des Chemins de Fer à l'Étranger.
Nos horários de 1939, esta interface aparecia com o nome de Abravezes. Em 1 de Janeiro de 1947, a gestão da Linha do Vouga passou para a Companhia dos Caminhos de Ferro Portugueses.
Em 2 de Janeiro de 1990, a operadora Caminhos de Ferro Portugueses encerrou o lanço entre Sernada do Vouga e Viseu.

## Leitura recomendada
- SILVA, José Ribeiro da; RIBEIRO, Manuel (2007). Os Comboios em Portugal. Col: Os Comboios em Portugal. Volume III 1.ª ed. Lisboa: Terramar - Editores, Distribuidores e Livreiros, Lda. 203 páginas. ISBN 978-972-710-408-6